# Филипийски театър
Филипийският театър (на гръцки: Αρχαίο θέατρο Φιλίππων) е археологически обект в античния македонски град Филипи, Гърция.

## История
Театърът е построен в средата на IV век пр. Хр. и е една от най-старите каменни театрални постройки. Разположен е в подножието на акропола и е ориентиран на юг, за да осигури панорамна гледка към античния град. Изграден е от мрамор. Театърът придобива типично римска форма около I - II век сл. Хр. Реновиран е в разцвета на града във II век сл. Хр.
Части от театралното здание от късните класически и елинистични времена са запазени. Оцелелите подпорни стени, поддържащи от изток, запад и юг датират от този период.
Филипийският театър е открит от археолози в 1921 година и разкопките по него продължават до 1937 година, проведени от френски археолози. По случай първото представление в театъра, разкопките по него са възобновени, като също така са извършени и реставрационни дейности. Във втория период на разкопките от 1975 до 1992 година археологическите проучвания продължават с изследователските дейности по театъра. В 1992 година започва третият период на разкопки по театъра, който продължава до 2000 година. Едновременно с разкопките са извършени реставрационни работи по закрепване и реновиране на целия театър.
За пръв път след откриването на театъра на сцената му се поставя антична драма в 1957 година. Започва да се провежда и фестивалът „Филипи - Тасос“, малко след възраждането на Филипийския театър.
- Фрагмент
- Западният вход
- Релефна украса
- Фрагмент